# Catedral de Nossa Senhora das Dores
A Catedral de Nossa Senhora das Dores é um templo religioso católico localizado no município brasileiro de Guaxupé, no Sul do estado de Minas Gerais. Foi inaugurada em 1960 e deste de então é a sé episcopal da Diocese de Guaxupé.
Teve sua construção iniciada em 1943, por iniciativa do bispo Dom Hugo Bressane de Araújo, que ordenou a demolição da antiga Sé para a edificação de um novo templo. A obra foi concluída por seu sucessor, Dom Inácio João Dal Monte. A Catedral foi dedicada pelo então Núncio Apostólico do Brasil, Dom Armando Lombardi, no dia 19 de março de 1960, na solenidade de São José.